# Fleuron (botanique)

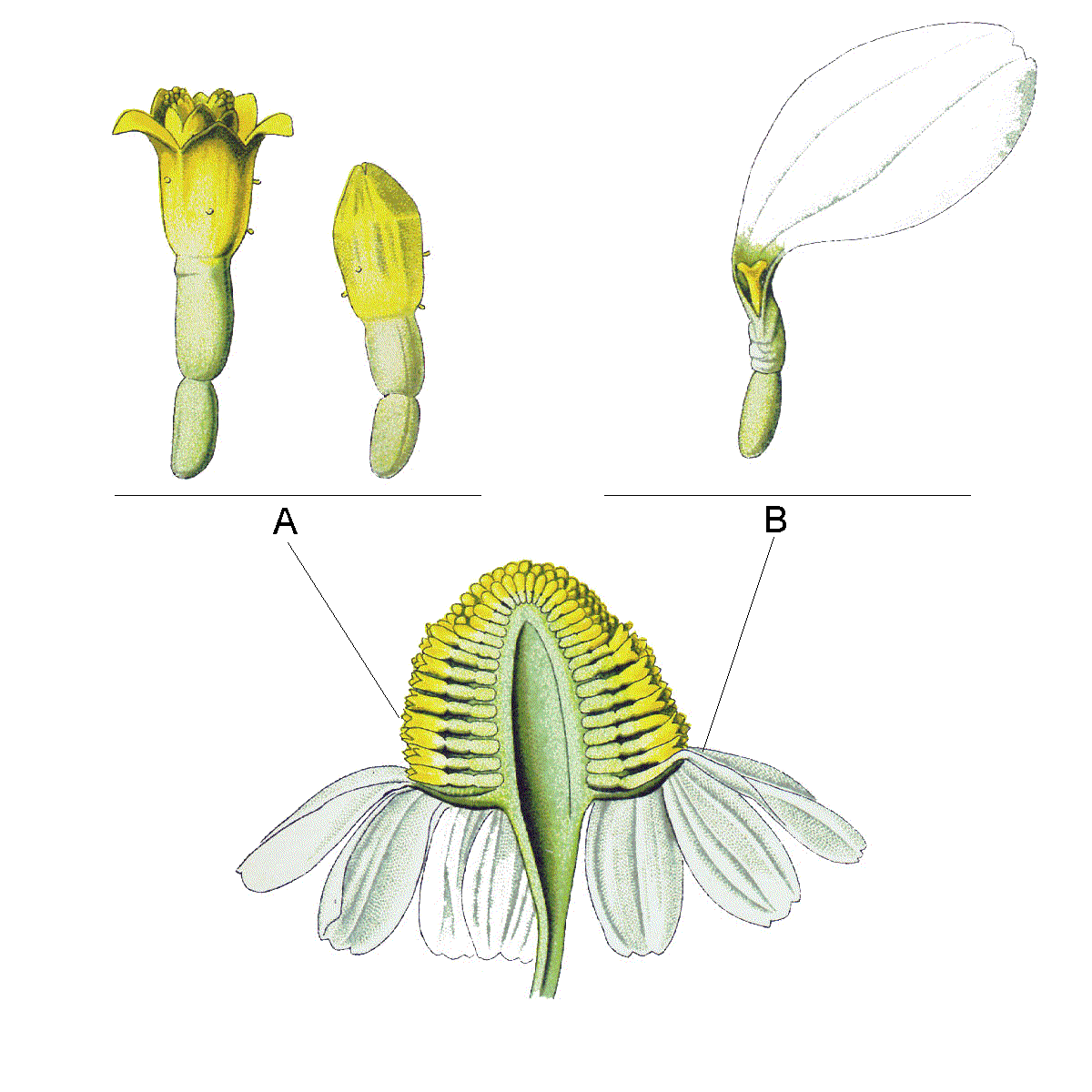
Dessin d'une coupe longitudinale d'un capitule de Matricaria chamomilla, avec gros plans sur les deux types de fleurs des Astéracées ; A : deux fleurs tubulées, ou fleurons, une ouverte et une fermée ; B : fleur ligulée.

En botanique, les fleurons sont des fleurs de taille réduite, notamment celles qui forment les inflorescences des Poaceae (graminées) ou des Asteraceae (composées).
Chez les Poaceae, les fleurons sont groupés dans des épillets, généralement en nombre réduit. Ce sont des fleurs réduites, sans périanthe, qui peuvent être hermaphrodites (bisexués), mâles (staminés) ou femelles (pistillés). On appelle « fleurons fertiles » ceux qui comprennent un ovaire conduisant à la production d'un caryopse (fruit).
Chez les Asteraceae, les fleurons composent le centre des capitules. Ce sont des fleurs sessiles, à corolle soudée. On distingue deux types de fleurons dans les capitules : 
les fleurons dits ligulés ou rayonnants, appelés demi-fleurons (fleurs à ligules en périphérie, résultant de la soudure de 3 ou 5 pétales, ce qui se traduit par une fleur à 3 ou 5 dents[Quoi ?]), dont la corolle forme une languette simulant un pétale ; 
et les fleurons tubulés (fleurs hermaphrodites), à corolle en tube, généralement situés au centre du capitule. 
En général les fleurons d'un capitule sont très nombreux, mais le capitule peut chez certaines espèces se réduire à un seul fleuron (cas des Echinops).  